# Liste der Venuskrater/O
| Name      | Position          | ⌀       | Benannt nach                                                                  |
| --------- | ----------------- | ------- | ----------------------------------------------------------------------------- |
| Oakley    | 29,3° S, 49,5° W  | 18,4 km | Annie Oakley (1860–1926), US-amerikanische Scharfschützin und Schaustellerin  |
| Obukhova  | 70,7° N, 70,3° W  | 46 km   | Nadeschda Andrejewna Obuchowa (1886–1961), russische Opernsängerin            |
| O’Connor  | 26° S, 143,9° O   | 30,4 km | Flannery O’Connor (1925–1964), US-amerikanische Schriftstellerin              |
| Odarka    | 40,8° N, 138,2° O | 7 km    | ukrainischer Vorname                                                          |
| Odikha    | 41,6° S, 121,9° W | 10,6 km | usbekischer Vorname                                                           |
| Odilia    | 81,2° N, 159,8° W | 20,8 km | portugiesischer Vorname                                                       |
| Ogulbek   | 2,4° N, 145° O    | 6,5 km  | turkmenischer Vorname                                                         |
| Oivit     | 73,9° S, 164,5° W | 4,8 km  | Vorname der Cheyenne                                                          |
| O’Keeffe  | 24,5° N, 131,2° W | 76,9 km | Georgia O’Keeffe (1887–1986), American artist                                 |
| Oksana    | 11,9° N, 8° W     | 7,7 km  | ukrainischer Vorname                                                          |
| Oku       | 64,2° S, 127,8° W | 13,3 km | karelischer Vorname                                                           |
| Olena     | 10,9° N, 149° O   | 7 km    | ukrainischer Vorname                                                          |
| Olesnicka | 18,3° N, 149,1° W | 33 km   | Zofia Olesnicka († 1567), polnische Dichterin                                 |
| Olesya    | 5,6° N, 86,7° W   | 12 km   | ukrainischer Vorname                                                          |
| Olga      | 26,1° N, 76,2° W  | 15,5 km | russischer Vorname                                                            |
| Olivia    | 37,2° N, 152,1° W | 10,2 km | niederländischer Vorname                                                      |
| Olya      | 51,4° N, 68,2° W  | 13,4 km | russischer Vorname                                                            |
| Oma       | 42,7° S, 30,9° W  | 7,6 km  | Vorname der Sioux                                                             |
| Onissya   | 25,6° S, 150,2° O | 8,2 km  | Vorname der Komi                                                              |
| Opika     | 57,1° S, 151,9° O | 9,8 km  | Vorname der Tschuwaschen                                                      |
| Orczy     | 3,7° N, 52,3° O   | 26,9 km | Emma Orczy (1865–1947), ungarische Schriftstellerin                           |
| Orguk     | 23,5° S, 161,8° W | 11,7 km | sibirischer Vorname                                                           |
| Orlette   | 68,1° S, 166,7° W | 12,5 km | französischer Vorname                                                         |
| Orlova    | 56,5° N, 125° W   | 19,6 km | Ljubow Petrowna Orlowa (1902–1975), russische Filmschauspielerin              |
| Ortensia  | 7,6° N, 155,7° O  | 7 km    | italienischer Vorname                                                         |
| Oshalche  | 29,7° N, 155,5° O | 8,3 km  | Vorname der Mari                                                              |
| Osipenko  | 71,2° N, 39° W    | 30 km   | Polina Denissowna Ossipenko (1907–1939), sowjetische Fliegerin und Offizierin |
| Ottavia   | 47,5° S, 172,9° W | 12,9 km | römischer Vorname                                                             |
| Outi      | 61,6° N, 92,3° W  | 10,5 km | finnischer Vorname                                                            |